# Luz Osorio
Luz Osorio (Papantla, Veracruz, 14 de febrero de 1863-Ciudad de México, México, 1935) fue una pintora veracruzana activa en la ciudad de Puebla hacia la década de 1880. 
Leonor Cortina llamó la atención sobre su obra durante la exposición Pintoras mexicanas del siglo XIX, la cual se llevó a cabo en 1985 en el Museo Nacional de San Carlos, en la Ciudad de México. Esta exposición fue resultado de un trabajo pionero de investigación, la cual quedó consignada en el catálogo homónimo gracias al cual es posible conocer tanto parte de la obra como datos biográficos referentes a Osorio.

## Biografía
Luz Osorio nació en Papantla, Veracruz, el 14 de febrero de 1863. Sus padres fueron Lorenzo J. Osorio y Adelaida Romero, originarios de la misma población, en donde Osorio vivió los primeros años de su infancia. Hacia 1869 la familia se estableció en la ciudad de Puebla, en donde nacieron tres hijos más.  Como señalaba Cortina, Lorenzo J. Osorio fue un próspero comerciante, quien hacia 1899 poseía una curtiduría en la Plazuela de San Francisco, y pudo haber tenido alguna actividad política menor en Puebla.
Aun cuando los datos sobre la educación artística de Osorio son aún imprecisos, se sabe que recibió su formación en Puebla, en la cual se fundó una academia de dibujo en 1813, convirtiéndose en 1825 en Academia de Bellas Artes,  y en la cual comenzaron a admitirse alumnas en 1850. Cortina señala que Osorio pudo haber comenzado sus estudios alrededor de los diecisiete años, probablemente en dicha Academia, aunque la documentación del archivo de esta institución no ha permitido corroborar esta información.  Asimismo, es probable que Osorio hubiera comenzado su educación artística de manera más temprana, ya que una de sus pinturas, La virgen cristiana, fue firmada en 1879, cuando esta contaba con 16 años de edad.
Asimismo, Cortina indicaba que el padre de Osorio fomentó su interés por la pintura: le acondicionó un estudio en casa para que esta pintara y la animaba para que ella contratara sus propios modelos. Esto, por otro lado, podría indicar que la artista se hubiese formado con algún profesor particular. Entre los pintores activos en Puebla que ofrecían clases particulares se encontraba Francisco Morales (1811-1884), quien ha sido señalado por Cortina como el probable maestro de Osorio. Este fungió como director de la Academia de Puebla y dedicó una importante parte de su carrera a la enseñanza del dibujo.  Otro posible maestro, temporalmente más cercano al periodo en el que Osorio habría estudiado y realizado su producción artística, pudo haber sido Daniel Dávila (1843-1924), prominente pintor poblano quien estudió en la Academia de San Carlos. Dávila comenzó a dar clases en la Academia de Bellas Artes de Puebla en diciembre de 1874, y posteriormente también fue director de esta, de 1885 a 1901.  Francisco Salazar señalaba que este artista enseñó a “la mayor parte de las jóvenes que deseaban completar su educación artística” en dicha ciudad.
Ya sea que Osorio haya recibido una educación privada o en la Academia, es muy probable que esta haya sido una formación de carácter académico, ya que para pintar La papanteca realizó varios estudios de pies, manos y caras seccionadas, procedimientos que resultaban propios de la enseñanza artística en las academias durante el siglo XIX.
Los detalles sobre la trayectoria artística de Osorio son igualmente escasos. Emilio Pérez Arcos, autor de una biografía del esposo de la artista, señalaba que esta recibió “menciones honoríficas, primeros premios y medallas de oro en diversas exposiciones”, aunque lamentablemente no especifica cuáles.
Osorio contrajo matrimonio con Carlos Zetina, protegido y empleado de su padre, el 14 de febrero de 1890. Posteriormente Zetina se convertiría en un acaudalado comerciante y tendría una importante carrera política y filantrópica, llegando a ser senador durante la presidencia de Venustiano Carranza. Tras la boda, Osorio se trasladó a la Ciudad de México en donde residiría hasta su fallecimiento. Cortina señala que después de casarse su producción artística disminuyó considerablemente, como ocurrió en numerosos casos de mujeres artistas a lo largo del siglo XIX.

## Obra
Como sucede en los casos de varias artistas mujeres, la ausencia de su obra en colecciones públicas dificulta su localización y estudio.  Hasta ahora se han localizado sólo algunas de sus pinturas en las colecciones de sus descendientes. Una de ellas es La virgen cristina, mencionada anteriormente, con la que ganó una medalla de oro en la Segunda Exposición de la Sociedad Poblana de Artesanos en 1880,  la cual también fue incluida en la publicación de Cortina. Otra de las obras mostradas en la exposición curada por esta investigadora fue La papanteca,  pintada hacia 1880.  Además de estas obras se conocen dos retratos de los “padres” de la independencia de México, Miguel Hidalgo y Costilla y José María Morelos y Pavón, pintados hacia 1884,  dos retratos de sus hijos,  algunos estudios tanto de La papanteca  como de La Virgen Cristiana, un estudio de un retrato de una joven, y un dibujo a lápiz titulado “Casa de Don Domingo Nava, mi bisabuelo, en Papantla” . 
Sólo una de estas obras se encuentra en una colección pública: el retrato de Hidalgo, que hoy día se localiza en el Palacio Municipal de la población de Guadalupe Victoria, en el estado de Puebla.  Emilio Pérez Arcos señalaba que tanto este retrato como el de Morelos fueron donados hacia 1955 por algunos de los descendientes de Osorio a las poblaciones de Ciudad Serdán, antes conocida como San Andrés Chalchicomula, y Guadalupe Victoria, respectivamente.  Lamentablemente, el retrato de Morelos se encuentra actualmente extraviado. 
La papanteca es una de las obras de Osorio que ha sido destacada y abordada por diversos autores.  Como su nombre indica, esta muestra a una joven campesina de la población de Papantla, en el estado de Veracruz, pueblo natal de la artista. Cortina señaló la importancia tanto de esta obra como del trabajo de Osorio en 50 Mujeres en la plástica mexicana. Widdifield incluyó algunas observaciones sobre ella en su análisis de la pintura Graziella de Julia Escalante, comparándola con esta última en “Modernity and tradition: strategies of representation”. En ese artículo, la investigadora norteamericana argumenta que La papanteca, al igual que la Graziella y El Lechero de Escalante, podría tratarse de una pintura que representa no a una verdadera habitante de Papantla, sino a algún familiar o amigo de la artista posando para ella vestida con un traje regional a manera de disfraz. En su artículo, Widdifield desarrolla una discusión sobre el realismo y la veracidad en estas obras.  Estrada ha estudiado esta obra a profundidad en el artículo  “De amores y cántaros en el México decimonónico: La papanteca de Luz Osorio”, proponiendo una lectura de la misma ligada a los paradigmas de construcción de la sexualidad femenina en el México decimonónico. En este relaciona la obra de Osorio con la cultura visual, literaria y popular de la época, identificando algunos elementos que hacen alusión a ciertos imaginarios eróticos en torno al cuerpo femenino.
En el artículo de Estrada se reproduce La papanteca así como un boceto de esta y de La virgen cristiana, al igual que el dibujo "Casa de Don Domingo Nava, mi bisabuelo, en Papantla" ; éstas pueden ser vistas en la galería de imágenes ubicada en el mismo. 